# (7459) Gilbertofranco
(7459) Gilbertofranco est un astéroïde de la ceinture principale.

## Description
(7459) Gilbertofranco est un astéroïde de la ceinture principale. Il fut découvert le 28 avril 1984 à La Silla par Vincenzo Zappalà. Il présente une orbite caractérisée par un demi-grand axe de 2,60 UA, une excentricité de 0,15 et une inclinaison de 5,3° par rapport à l'écliptique.

## Compléments